# Фуллер, Рикардо
Рикардо Дуэйн Фуллер (англ. Ricardo Dwayne Fuller; 31 октября 1979) — ямайский футболист, нападающий клуба «Олдем Атлетик». Выступал в сборной Ямайки.
Фуллер начал свою футбольную карьеру на Ямайке в клубе «Тиволи Гарденс», прежде чем переехал в Англию в «Кристал Пэлас». В феврале 2001 года он вернулся на Ямайку, а затем отправился в аренду в Харт оф Мидлотиан, после чего перешёл в «Престон Норт Энд». За этот клуб он забил 27 голов в 58 играх, что побудило «Портсмут» заплатить £ 1 млн за его трансфер. Но Фуллер не смог проявить себя в Портсмуте и присоединился к их соперникам из «Саутгемптона» в 2005 году. В августе 2006 года «Сток Сити» подписал его за 500 тысяч фунтов.
В «Сток Сити» он стал важным членом основного состава, и его усилия помогли «гончарам» подняться в Премьер-лигу в 2008 году. В высшем дивизионе он остался игроком основы, несмотря на проблемы с дисциплиной, и помог «Сток Сити» выйти в финал Кубка Англии 2011 года, но сам пропустил финал из-за травмы. После того как он оправился от травмы, он не смог вернуться в основу и покинул клуб в июне 2012 года, на один сезон перебравшись в Чарльтон Атлетик. Сезон 2013/14 он провёл в «Блэкпуле», а следующий — в «Миллуолле». В октябре 2015 года он присоединился к «Олдем Атлетик».

## Клубная карьера

### «Кристал Пэлас»
Фуллер родился в Кингстоне, Ямайка, и начал свою карьеру в местном «Тиволи Гарденс». Он был приглашен на просмотр в «Чарльтон Атлетик», играя в трех матчах резервной команды. В феврале 2001 года, после успешного просмотра в предыдущем месяце, он перешёл в английский клуб «Кристал Пэлас» примерно за £ 1 млн (точная цифра трансфера зависела от количества сыгранных Фуллером матчей) . На момент оформления трансфера Фуллер отбывал наложенную ямайскими футбольными властями дисквалификацию за удар соперника по голове. В новом клубе Фуллер страдал от проблем с коленом и сыграл всего восемь игр за "орлов". В итоге он вернулся в «Тиволи», не сумев закрепиться в Лондоне.
Следующий сезон 2001/02 Фуллер провел в аренде в шотландском «Харт оф Мидлотиан». В 27 матчах Фуллер забил 8 голов, поделив в итоге титул лучшего бомбардира клуба с Кевином Маккенна. Однако эдинбургский клуб не смог позволить себе оформить переход Фуллера.

### «Престон Норт Энд»
«Престон Норт Энд» подписал Фуллера за 500 тысяч фунтов. Фуллер забил гол уже в своем дебютном за «Престон» матче против «Кристал Пэлас», закончившийся в пользу его команды 2-1, и вскоре стал важным игроком команды. Он отличался взрывной скоростью, но, к сожалению, получил травму связок колена в начале декабря и преждевременно закончил сезон. Всего он забил 11 голов в 20 матчах за «Престон». Восстановившись от травмы, Фуллер уверенно начал сезон 2003/04 сезон, забив 6 мячей в 5 матчах, но вскоре растерял форму из-за рецидива травмы колена. Несмотря на это, он забил 19 голов в том сезоне и стал лучшим бомбардиром клуба. В июне 2004 года Фуллер попросил клуб выставить его на трансфер, чтобы поиграть дивизионом выше, в Премьер-Лиге.

### «Портсмут»
К Фуллеру проявили интерес «Лидс Юнайтед» и «Портсмут», однако проблемы с коленями привели к тому, что оба клуба отозвали свои предложения после того, как Фуллер не прошёл медосмотр. Тем не менее, менеджер «Портсмута» Гарри Реднапп по-прежнему был заинтересован в нападающем, и клуб заключил с Фуллером сделку по принципу "Pay-As-You-Play", означавшую, что «Портсмут» не потеряет много денег в случае частых травм футболиста. Фуллер переехал на «Фраттон Парк» в августе 2004 года за 1 млн фунтов.
Фуллер не смог продемонстрировать в премьер-лиге своих лучших качеств, команда шла в зоне вылета, а Реднапп рассорился с руководством и покинул клуб. Несмотря на продажу некоторых нападающих в конце сезона, возвращение после травм Венсана Перикара и Светослава Тодорова и покупка Коллинса Мбесумы уже не гарантировал Фуллеру места в составе. Новый менеджер Ален Перрен согласился, чтобы Фуллер ушёл. Переход в «Сандерленд» сорвался, когда Фуллер не смог пройти медосмотр. Тогда он вновь пришёл по руководство Реднаппа в «Саутгемптон», который заплатил за него 90 тысяч фунтов.

### «Саутгемптон»
Дебют в Саутгемптоне у Фуллера выдался успешным: он забил единственный гол «Святых» в Ковентри 29 августа 2005 года и забил снова в Дерби 18 сентября. Но дальше карьера Фуллера в «Саутгемптоне» не заладилась. Его неудачные матчи болельщики связывали с его портсмутским прошлым, в итоге большинство фанатов ополчились против игрока. В феврале 2006 года Фуллер отправился в аренду в «Ипсвич Таун» за игровой практикой. За этот клуб Фуллер сыграл всего три матча, забил в них два гола, но и получил две желтые карточки и одну красную в матче с «Кристал Пэлас» за неприличный жест в адрес болельщиков лондонского клуба. Он вернулся в «Саутгемптон» в конце марта.
По возвращении в «Саутгемптон» Фуллер показал свой лучший футбол: в последние шесть игр сезона он забил 6 голов, доведя свой бомбардирский счет до 9 мячей в сезоне и став игроком месяца в апреле. Несмотря на эти успехи, он не входил в планы тренера Джорджа Берли и был продан в «Сток Сити» в последний день трансферной кампании, 31 августа 2006 года.

### «Сток Сити»
Фуллер присоединился к «Сток Сити» за 500 тысяч фунтов, хотя значительная часть платы зависел от количества сыгранных им матчей. В своем первом сезоне в «Стоке» он стал лучшим бомбардиром с 11 голами, но он также поставил и дисциплинарный анти рекорд, получив 2 красные карточки и 10 желтых.
В сезоне 2007/08 голы Фуллера стал важной составляющей успеха команды, добившейся выхода в Премьер-Лигу. Сам игрок стал любимцев фанатов клуба. Фуллер пропустил домашний матч «Стока» против «Халл Сити», так как был на похоронах своей бабушки на Ямайке. Фуллер подписал новый контракт в декабре 2007 года, он был рассчитан до 2011 года. В течение того сезона Фуллер забил 15 мячей.
Фуллер забил первый в истории премьер-лиги гол «Сток Сити» в проигранном 1-3 матче против «Болтон Уондерерс» в день открытия сезона 2008/09. Следом он забил гол и победном для команды 3-2 матче против «Астон Виллы» в первом домашнем матче «Сток Сити» в Премьер-Лиге. Благодаря этим голам Фуллер стал игроком месяца в августе, а также заработал похвалу от менеджера Тони Пьюлиса.
28 декабря 2008 года Фуллер получил красную карточку за агрессивное поведение в матче против «Вест Хэм Юнайтед». После того как соперник сравнял счет, Фуллер сцепился с партнером по команде Энди Гриффином, дав тому пощечину. Рефери Майк Джонс удалил Фуллера за агрессивное поведение, и Вест Хэм выиграл матч 2-1. Пьюлис и игрок «Стока» Дэнни Хиггинботам заявили, что этот инцидент не повлияет на клуб. 1 января 2009 года Пьюлис подтвердил, что Фуллер и Гриффин помирились, Фуллер сказал Гриффину, что тот был "очень груб и неуважителен", но признал, что его действия были ещё хуже. В матче против «Сандерленда» в феврале 2009 года Фуллер вывихнул плечо, и появились опасения, что сезон для него закончен. Однако Фуллер быстро восстановился и вышел на поле уже через две недели. Его удачное выступление в матче против «Астон Виллы» и гол в ворота «Болтона» помогли «Стоку» обеспечить сохранение прописки в Премьер-Лиге.
После тяжелого для Фуллера старта сезона 2009/10 Пьюлис заявил в прессе, что нападающему нужно похудеть. Ответом на это со стороны Фуллера были два гола в ворота «Арсенала» в 4-м раунде Кубка Англии 24 января 2010 года, а также в следующем туре Премьер-Лиги против «Манчестер Сити». Фуллер в третий раз подряд стал лучшим бомбардиром команды, а апогеем сезона для него стал блестящий гол в ворота «Вест Хэм Юнайтед», когда он обвёл трех защитников «молотобойцев» и пробил мимо вратаря Роберта Грина.
В сезоне 2010/11 Фуллер забил свой первый гол в ворота «Тоттенхэм Хотспур» в домашнем матче. Далее он вывихнул плечо во второй раз в своей карьере в «Стоке», на выезде против «Ньюкасл Юнайтед», а затем получил новую травму в следующем выездном матче в Болтоне. 6 ноября 2010 года Фуллер сыграл свой 150-й матч в Англии, а 9 ноября забил свой 100-й гол в британском футболе, в матче против «Бирмингем Сити». В январе ходили слухи, что Фуллер покинет «Сток» и присоединится к «Сандерленду». Однако «Сандерленд» отрицал, что делал предложения по Фуллеру. После полуфинала Кубка Англии (5-0) против «Болтон Уондерерс» капитан «Стока» Райан Шоукросс рассказал, что речь Фуллера в раздевалке вдохновила команду. В следующем матче против «Астон Виллы» Фуллер получил травму ахиллова сухожилия и пропустил остаток сезона 2010/11, в том числе финал Кубка Англии.
Фуллер вернулся в строй к матчу против «Куинз Парк Рейнджерс» 19 ноября 2011 года. Он забил свой 50-й гол за «Сток» в ворота турецкого «Бешикташа» в Лиге Европы в декабре 2011 года. 10 марта 2012 года в матче против «Челси» Фуллер был удален на 24-й минуте за фол против Бранислава Ивановича, «Сток» проиграл 0-1. Менеджер Пьюлис тогда назвал действия Фуллера "смешными". Фуллер покинул «Сток Сити» в конце сезона 2011/12 после истечения срока своего контракта.

### Поздняя карьера
Фуллер присоединился к «Чарльтон Атлетик» 22 августа 2012 года, подписав контракт на один год с возможностью его продления ещё на год. Он взял себе футболку с номером 19 и дебютировал, выйдя на замену в выездном матче против «Ноттингем Форест». Он забил важные голы на выезде против «Ипсвич Таун» и «Кристал Пэлас» и забил с центра поля в матче против «Питерборо Юнайтед». Фуллер несколько раз залечивал травмы, помог «Чарльтону» занять девятое место в Чемпионшипе в первом сезоне клуба после возвращения во второй дивизион английского футбола. Тем не менее клуб не стал продлевать с ним контракт в конце сезона 2012/13.
15 августа 2013 года Фуллер подписал контракт с «Блэкпулом» на один год с возможностью пролонгации. Он забил 6 голов в 28 матчах за Блэкпул в ходе сезона 2013/14 сезона.
16 июля 2014 года Фуллер присоединился к «Миллуоллу» по контракту на один год. Он сыграл 40 матчей за "львов", забив 6 голов, но клуб все равно вылетел из Чемпионшипа.
Наконец, 16 октября 2015 года, после успешного просмотра, Фуллер подписал трехмесячный контракт с «Олдем Атлетик».

## Международная карьера
Фуллер был игроком сборной Ямайки до 20 лет на чемпионате мира в 1998 году. В основную команду он был впервые вызван в 1999 году и принимал участие в отборочных кампаниях к Чемпионатам мира 2002, 2006 и 2010 годов, а также в матчах Золотого кубка КОНКАКАФ 2000, 2005 и 2009 годов.

## Личная жизнь
Фуллер воспитывался бабушкой в очень криминогенном районе Тиволи в Кингстоне, Ямайка. Со своих заработков как футболиста он смог восстановить дом своей бабушки после того, как он был разрушен в начале 2010 года из-за беспорядков на Ямайке.
В феврале 2009 года Фуллер был арестован по подозрению в нарушении правил дорожного движения. Позднее он признал себя виновным в вождении без прав в Великобритании и был оштрафован. В феврале 2010 года Фуллер был арестован по подозрению в нападении, однако в итоге обвинения с него были сняты.

## Статистика
| Клуб                      | Сезон           | Чемпионат                | Чемпионат | Чемпионат | Кубок Англии | Кубок Англии | Кубок Лиги | Кубок Лиги | Еврокубки | Еврокубки | Итого | Итого |
| Клуб                      | Сезон           | Дивизион                 | Матчи     | Голы      | Матчи        | Голы         | Матчи      | Голы       | Матчи     | Голы      | Матчи | Голы  |
| ------------------------- | --------------- | ------------------------ | --------- | --------- | ------------ | ------------ | ---------- | ---------- | --------- | --------- | ----- | ----- |
| Кристал Пэлас             | 2000/01         | Лига 1                   | 8         | 0         | 0            | 0            | 0          | 0          | —         | —         | 8     | 0     |
| Кристал Пэлас             | Итого           | Итого                    | 8         | 0         | 0            | 0            | 0          | 0          | 0         | 0         | 8     | 0     |
| Харт оф Мидлотиан(аренда) | 2001/02         | Шотландская Премьер-лига | 27        | 8         | 2            | 2            | 0          | 0          | —         | —         | 29    | 10    |
| Харт оф Мидлотиан(аренда) | Итого           | Итого                    | 27        | 8         | 2            | 2            | 0          | 0          | 0         | 0         | 29    | 10    |
| Престон Норт Энд          | 2002/03         | Лига 1                   | 18        | 9         | 0            | 0            | 2          | 2          | —         | —         | 20    | 11    |
| Престон Норт Энд          | 2003/04         | Лига 1                   | 38        | 17        | 2            | 2            | 1          | 0          | —         | —         | 41    | 19    |
| Престон Норт Энд          | 2004/05         | Чемпионшип               | 2         | 1         | 0            | 0            | 0          | 0          | —         | —         | 2     | 1     |
| Престон Норт Энд          | Итого           | Итого                    | 58        | 27        | 2            | 2            | 3          | 2          | 0         | 0         | 63    | 31    |
| Портсмут                  | 2004/05         | Премьер-Лига             | 31        | 1         | 2            | 0            | 4          | 0          | —         | —         | 37    | 1     |
| Портсмут                  | Итого           | Итого                    | 31        | 1         | 2            | 0            | 4          | 0          | 0         | 0         | 37    | 1     |
| Саутгемптон               | 2005/06         | Чемпионшип               | 30        | 9         | 1            | 0            | 0          | 0          | —         | —         | 31    | 9     |
| Саутгемптон               | 2006/07         | Чемпионшип               | 1         | 0         | 0            | 0            | 0          | 0          | —         | —         | 1     | 0     |
| Саутгемптон               | Итого           | Итого                    | 31        | 9         | 1            | 0            | 0          | 0          | 0         | 0         | 32    | 9     |
| Ипсвич Таун (аренда)      | 2005/06         | Чемпионшип               | 3         | 2         | 0            | 0            | 0          | 0          | —         | —         | 3     | 2     |
| Ипсвич Таун (аренда)      | Итого           | Итого                    | 3         | 2         | 0            | 0            | 0          | 0          | 0         | 0         | 3     | 2     |
| Сток Сити                 | 2006/07         | Чемпионшип               | 30        | 10        | 2            | 1            | 0          | 0          | —         | —         | 32    | 11    |
| Сток Сити                 | 2007/08         | Чемпионшип               | 42        | 15        | 2            | 0            | 0          | 0          | —         | —         | 44    | 15    |
| Сток Сити                 | 2008/09         | Премьер-Лига             | 34        | 11        | 0            | 0            | 3          | 0          | —         | —         | 36    | 11    |
| Сток Сити                 | 2009/10         | Премьер-Лига             | 35        | 3         | 5            | 4            | 1          | 1          | —         | —         | 41    | 8     |
| Сток Сити                 | 2010/11         | Премьер-Лига             | 28        | 4         | 6            | 0            | 2          | 0          | —         | —         | 36    | 4     |
| Сток Сити                 | 2011/12         | Премьер-Лига             | 13        | 0         | 2            | 0            | 0          | 0          | 3         | 1         | 18    | 1     |
| Сток Сити                 | Итого           | Итого                    | 182       | 43        | 17           | 5            | 6          | 1          | 3         | 1         | 208   | 50    |
| Чарльтон Атлетик          | 2012/13         | Чемпионшип               | 31        | 5         | 0            | 0            | 0          | 0          | —         | —         | 31    | 5     |
| Блэкпул                   | 2013/14         | Чемпионшип               | 27        | 6         | 1            | 0            | 0          | 0          | —         | —         | 28    | 6     |
| Миллуолл                  | 2014/15         | Чемпионшип               | 38        | 4         | 2            | 2            | 0          | 0          | —         | —         | 40    | 6     |
| Олдем Атлетик             | 2015/16         | Лига 1                   | 4         | 0         | 0            | 0            | 0          | 0          | —         | —         | 4     | 0     |
| Всего в карьере           | Всего в карьере | Всего в карьере          | 440       | 105       | 27           | 11           | 13         | 3          | 3         | 1         | 483   | 120   |

## Награды
Командные:
- Чемпионшип, 2-е место: 2007/08 (Сток Сити)
- Кубок Англии по футболу, финалист: 2011 (Сток Сити)

Индивидуальные:
- Игрок месяца в Шотландской Премьер-лиге: декабрь 2001
- Игрок месяца в Чемпионшип: апрель 2006
- Член Команды года в Чемпионшип: 2008